# Izvoare, Botoșani
Izvoare este un sat în comuna Suharău din județul Botoșani, Moldova, România.

Izvoare pe harta toponimică a Hudeștiului

 Acest articol despre o localitate din județul Botoșani este deocamdată un ciot. Puteți ajuta Wikipedia prin completarea lui.